# 小行星列表/192701-192800
| 名稱         | 臨時編號   | 發現日期       | 發現地點           | 發現者                         |
| ------------ | ---------- | -------------- | ------------------ | ------------------------------ |
| 小行星192701 | 1999 TB63  | 1999年10月7日  | 基特峰             | 太空监视                       |
| 小行星192702 | 1999 TR67  | 1999年10月8日  | 基特峰             | 太空监视                       |
| 小行星192703 | 1999 TD77  | 1999年10月10日 | 基特峰             | 太空监视                       |
| 小行星192704 | 1999 TQ78  | 1999年10月11日 | 基特峰             | 太空监视                       |
| 小行星192705 | 1999 TN81  | 1999年10月12日 | 基特峰             | 太空监视                       |
| 小行星192706 | 1999 TX90  | 1999年10月2日  | 索科罗             | 林肯近地小行星研究小组         |
| 小行星192707 | 1999 TM94  | 1999年10月2日  | 索科罗             | 林肯近地小行星研究小组         |
| 小行星192708 | 1999 TW102 | 1999年10月2日  | 索科罗             | 林肯近地小行星研究小组         |
| 小行星192709 | 1999 TM105 | 1999年10月3日  | 索科罗             | 林肯近地小行星研究小组         |
| 小行星192710 | 1999 TF107 | 1999年10月4日  | 索科罗             | 林肯近地小行星研究小组         |
| 小行星192711 | 1999 TJ107 | 1999年10月4日  | 索科罗             | 林肯近地小行星研究小组         |
| 小行星192712 | 1999 TC112 | 1999年10月4日  | 索科罗             | 林肯近地小行星研究小组         |
| 小行星192713 | 1999 TB124 | 1999年10月4日  | 索科罗             | 林肯近地小行星研究小组         |
| 小行星192714 | 1999 TN125 | 1999年10月4日  | 索科罗             | 林肯近地小行星研究小组         |
| 小行星192715 | 1999 TP127 | 1999年10月4日  | 索科罗             | 林肯近地小行星研究小组         |
| 小行星192716 | 1999 TL130 | 1999年10月6日  | 索科罗             | 林肯近地小行星研究小组         |
| 小行星192717 | 1999 TJ133 | 1999年10月6日  | 索科罗             | 林肯近地小行星研究小组         |
| 小行星192718 | 1999 TM138 | 1999年10月6日  | 索科罗             | 林肯近地小行星研究小组         |
| 小行星192719 | 1999 TT138 | 1999年10月6日  | 索科罗             | 林肯近地小行星研究小组         |
| 小行星192720 | 1999 TA140 | 1999年10月6日  | 索科罗             | 林肯近地小行星研究小组         |
| 小行星192721 | 1999 TH145 | 1999年10月7日  | 索科罗             | 林肯近地小行星研究小组         |
| 小行星192722 | 1999 TW145 | 1999年10月7日  | 索科罗             | 林肯近地小行星研究小组         |
| 小行星192723 | 1999 TS149 | 1999年10月7日  | 索科罗             | 林肯近地小行星研究小组         |
| 小行星192724 | 1999 TF157 | 1999年10月9日  | 索科罗             | 林肯近地小行星研究小组         |
| 小行星192725 | 1999 TZ159 | 1999年10月9日  | 索科罗             | 林肯近地小行星研究小组         |
| 小行星192726 | 1999 TJ161 | 1999年10月9日  | 索科罗             | 林肯近地小行星研究小组         |
| 小行星192727 | 1999 TS169 | 1999年10月10日 | 索科罗             | 林肯近地小行星研究小组         |
| 小行星192728 | 1999 TU169 | 1999年10月10日 | 索科罗             | 林肯近地小行星研究小组         |
| 小行星192729 | 1999 TR182 | 1999年10月11日 | 索科罗             | 林肯近地小行星研究小组         |
| 小行星192730 | 1999 TR188 | 1999年10月12日 | 索科罗             | 林肯近地小行星研究小组         |
| 小行星192731 | 1999 TG190 | 1999年10月12日 | 索科罗             | 林肯近地小行星研究小组         |
| 小行星192732 | 1999 TF192 | 1999年10月12日 | 索科罗             | 林肯近地小行星研究小组         |
| 小行星192733 | 1999 TV192 | 1999年10月12日 | 索科罗             | 林肯近地小行星研究小组         |
| 小行星192734 | 1999 TD193 | 1999年10月12日 | 索科罗             | 林肯近地小行星研究小组         |
| 小行星192735 | 1999 TK193 | 1999年10月12日 | 索科罗             | 林肯近地小行星研究小组         |
| 小行星192736 | 1999 TQ201 | 1999年10月13日 | 索科罗             | 林肯近地小行星研究小组         |
| 小行星192737 | 1999 TR205 | 1999年10月13日 | 索科罗             | 林肯近地小行星研究小组         |
| 小行星192738 | 1999 TU212 | 1999年10月15日 | 索科罗             | 林肯近地小行星研究小组         |
| 小行星192739 | 1999 TZ213 | 1999年10月15日 | 索科罗             | 林肯近地小行星研究小组         |
| 小行星192740 | 1999 TF214 | 1999年10月15日 | 索科罗             | 林肯近地小行星研究小组         |
| 小行星192741 | 1999 TX214 | 1999年10月15日 | 索科罗             | 林肯近地小行星研究小组         |
| 小行星192742 | 1999 TL215 | 1999年10月15日 | 索科罗             | 林肯近地小行星研究小组         |
| 小行星192743 | 1999 TG225 | 1999年10月2日  | 基特峰             | 太空监视                       |
| 小行星192744 | 1999 TQ225 | 1999年10月2日  | 基特峰             | 太空监视                       |
| 小行星192745 | 1999 TO226 | 1999年10月3日  | 基特峰             | 太空监视                       |
| 小行星192746 | 1999 TT237 | 1999年10月4日  | 基特峰             | 太空监视                       |
| 小行星192747 | 1999 TX242 | 1999年10月4日  | 基特峰             | 太空监视                       |
| 小行星192748 | 1999 TX249 | 1999年10月9日  | 卡特林那           | 卡特林那巡天系统               |
| 小行星192749 | 1999 TN251 | 1999年10月9日  | 卡特林那           | 卡特林那巡天系统               |
| 小行星192750 | 1999 TB254 | 1999年10月11日 | 基特峰             | 太空监视                       |
| 小行星192751 | 1999 TF255 | 1999年10月9日  | 基特峰             | 太空监视                       |
| 小行星192752 | 1999 TH256 | 1999年10月9日  | 索科罗             | 林肯近地小行星研究小组         |
| 小行星192753 | 1999 TD259 | 1999年10月9日  | 索科罗             | 林肯近地小行星研究小组         |
| 小行星192754 | 1999 TU262 | 1999年10月15日 | 基特峰             | 太空监视                       |
| 小行星192755 | 1999 TL265 | 1999年10月3日  | 索科罗             | 林肯近地小行星研究小组         |
| 小行星192756 | 1999 TQ268 | 1999年10月3日  | 索科罗             | 林肯近地小行星研究小组         |
| 小行星192757 | 1999 TH270 | 1999年10月3日  | 索科罗             | 林肯近地小行星研究小组         |
| 小行星192758 | 1999 TU271 | 1999年10月3日  | 索科罗             | 林肯近地小行星研究小组         |
| 小行星192759 | 1999 TK280 | 1999年10月8日  | 索科罗             | 林肯近地小行星研究小组         |
| 小行星192760 | 1999 TH289 | 1999年10月10日 | 索科罗             | 林肯近地小行星研究小组         |
| 小行星192761 | 1999 TR292 | 1999年10月12日 | 索科罗             | 林肯近地小行星研究小组         |
| 小行星192762 | 1999 TR293 | 1999年10月12日 | 索科罗             | 林肯近地小行星研究小组         |
| 小行星192763 | 1999 TW297 | 1999年10月2日  | 基特峰             | 太空监视                       |
| 小行星192764 | 1999 TF302 | 1999年10月3日  | 卡特林那           | 卡特林那巡天系统               |
| 小行星192765 | 1999 TV313 | 1999年10月9日  | 索科罗             | 林肯近地小行星研究小组         |
| 小行星192766 | 1999 TH315 | 1999年10月9日  | 索科罗             | 林肯近地小行星研究小组         |
| 小行星192767 | 1999 TV319 | 1999年10月9日  | 基特峰             | 太空监视                       |
| 小行星192768 | 1999 TB320 | 1999年10月10日 | 索科罗             | 林肯近地小行星研究小组         |
| 小行星192769 | 1999 TF321 | 1999年10月11日 | 基特峰             | 太空监视                       |
| 小行星192770 | 1999 TB322 | 1999年10月8日  | 可可尼诺县         | 洛厄尔天文台近地小行星搜寻计划 |
| 小行星192771 | 1999 UY6   | 1999年10月29日 | 基特峰             | 太空监视                       |
| 小行星192772 | 1999 UH11  | 1999年10月31日 | 贝尔吉施格拉德巴赫 | 沃尔夫·比克尔                  |
| 小行星192773 | 1999 UB12  | 1999年10月29日 | 基特峰             | 太空监视                       |
| 小行星192774 | 1999 UY12  | 1999年10月29日 | 卡特林那           | 卡特林那巡天系统               |
| 小行星192775 | 1999 UE16  | 1999年10月29日 | 卡特林那           | 卡特林那巡天系统               |
| 小行星192776 | 1999 UQ16  | 1999年10月29日 | 卡特林那           | 卡特林那巡天系统               |
| 小行星192777 | 1999 UU17  | 1999年10月30日 | 基特峰             | 太空监视                       |
| 小行星192778 | 1999 UW19  | 1999年10月31日 | 基特峰             | 太空监视                       |
| 小行星192779 | 1999 UO24  | 1999年10月28日 | 卡特林那           | 卡特林那巡天系统               |
| 小行星192780 | 1999 UY24  | 1999年10月28日 | 卡特林那           | 卡特林那巡天系统               |
| 小行星192781 | 1999 UG25  | 1999年10月28日 | 卡特林那           | 卡特林那巡天系统               |
| 小行星192782 | 1999 UU25  | 1999年10月30日 | 卡特林那           | 卡特林那巡天系统               |
| 小行星192783 | 1999 UV26  | 1999年10月30日 | 卡特林那           | 卡特林那巡天系统               |
| 小行星192784 | 1999 UH27  | 1999年10月30日 | 基特峰             | 太空监视                       |
| 小行星192785 | 1999 UK30  | 1999年10月31日 | 基特峰             | 太空监视                       |
| 小行星192786 | 1999 UW30  | 1999年10月31日 | 基特峰             | 太空监视                       |
| 小行星192787 | 1999 UE34  | 1999年10月31日 | 基特峰             | 太空监视                       |
| 小行星192788 | 1999 UH34  | 1999年10月31日 | 基特峰             | 太空监视                       |
| 小行星192789 | 1999 UA35  | 1999年10月31日 | 基特峰             | 太空监视                       |
| 小行星192790 | 1999 UC35  | 1999年10月31日 | 基特峰             | 太空监视                       |
| 小行星192791 | 1999 UX41  | 1999年10月19日 | 基特峰             | 太空监视                       |
| 小行星192792 | 1999 UT45  | 1999年10月31日 | 卡特林那           | 卡特林那巡天系统               |
| 小行星192793 | 1999 UT54  | 1999年10月19日 | 基特峰             | 太空监视                       |
| 小行星192794 | 1999 UY54  | 1999年10月19日 | 基特峰             | 太空监视                       |
| 小行星192795 | 1999 UX55  | 1999年10月19日 | 基特峰             | 太空监视                       |
| 小行星192796 | 1999 UR56  | 1999年10月28日 | 卡特林那           | 卡特林那巡天系统               |
| 小行星192797 | 1999 US56  | 1999年10月28日 | 卡特林那           | 卡特林那巡天系统               |
| 小行星192798 | 1999 UV58  | 1999年10月30日 | 基特峰             | 太空监视                       |
| 小行星192799 | 1999 VB1   | 1999年11月4日  | Powell             | Powell                         |
| 小行星192800 | 1999 VZ3   | 1999年11月1日  | 卡特林那           | 卡特林那巡天系统               |